# Gerinne 614318
Gerinne 613987 ist ein 620 Meter langer Gebirgsbach im Ort Gföllgraben, der einen hinteren Bereich des gleichnamigen Tals durchfließt und in den Gföllbach mündet.